# Félix Coquelle
Pour les articles homonymes, voir Coquelle.
Félix Coquelle, né le 5 juillet 1864 à Dunkerque (Nord) et mort le 13 août 1928 à Rosendaël (Nord)  est un négociant et un homme politique français.

## Famille
Félix Coquelle naît chez ses parents au 5, rue de Calais à Dunkerque (Nord) ; il est le troisième fils d'Eugène Louis Coquelle, négociant et de sa femme, Pauline Gourdin.
Le 25 août 1887, il épouse à Haubourdin (Nord) Léonie Hyacinthe Louise Crépy, sa lointaine cousine, petite-fille et arrière-petite-fille de Léonard Danel père et fils, imprimeurs Lillois.

## L'Euloumad
Félix Coquelle, féru de belles choses, fit construire sa demeure de 25 pièces de style basco-byzantin dans un parc de 4,3 hectares, aménagé à l'anglaise. La construction de l'édifice se fera entre 1902 et 1907 sur les plans de l'architecte Jean Morel, le sculpteur Maurice Ringot ayant réalisé la décoration intérieure. Il le baptisera Euloumad, en référence de ses trois enfants : Eugène, Louise et Madeleine. La maison qui subsiste encore à ce jour à Rosendaël (Nord) restera dans la famille Coquelle jusqu'en 1941, date à laquelle elle est cédée à la ville. Cette demeure passera la Seconde Guerre mondiale sans trop de dommages, même si occupée par les Allemands de 1940 à 1945. Elle deviendra un centre d'aide aux jeunes en difficulté, puis un centre de loisirs et enfin depuis 1992, le siège de la MJC de Rosendaël.

## Parcours
En compagnie de son ami, le futur sénateur Albert Mahieu, il passera sa scolarité au collège Jean Bart à Dunkerque où il obtenu à sa sortie en 1881, le diplôme de bachelier ès-lettres et le prix d'honneur de rhétorique. Cette année-là, il sera appelé à faire son service militaire à    Douai (Nord), il entra donc au 15e régiment d'infanterie, duquel il sortira avec le grade de sous-officier, puis fut élevé au grade d'officier de réserve de la territoriale. C'est toujours à cette époque qu'il fera ses premiers pas dans la grande entreprise de son père créée en 1856 et c'est le 1er janvier 1888, qu'il s'associera avec lui. Il gardera sa place à la tête de l'entreprise familiale jusqu'en 1922, date à laquelle son fils Eugène reprend le flambeau car depuis 1913 en plus d'être maire de Rosendaël il était devenu conseiller général du canton de Dunkerque-Est.

## Un homme proche de ses ouvriers
Il ne vivait que pour les principes et la générosité anonyme. Louis Burnod, lui dit un jour : « Coquelle philanthrope devrait pourtant penser à Coquelle homme politique ! », il ne répondit que : « Non, je ne m'y ferais jamais ».
Il trouvait son mandat parlementaire beaucoup trop banal et factice. Pour lui, sa place, son ambiance favorite, c'était la mer et l'activité maritime. C'était un travailleur qui se mêlait volontiers à ses ouvriers pour les aider. Il l'a fait savoir plus d'une fois, non, Félix Coquelle, n'est pas un homme de discours !
« Je veux battre le record de la concision verbale » disait-il.
Devant de vieux employés du port de Dunkerque, il disait un jour : « Quoi de plus suave d'ailleurs que de pénétrer ses collaborateurs, de connaître leurs besoins, leurs souffrances aussi ! D'en tenir compte par humanité un peu plus que la froide logique des chiffres brutaux le voudrait peut-être ! Et de lire dans le regard de chacun la joie de travailler et de vivre selon les lois les plus hautes de la conscience car, entre nous soit dit, rien ne peut empêcher un homme, à quelque degré de l'échelle sociale que le hasard l'ait placé de connaître les douceurs ineffables du sublime. »

## Décès et funérailles
Dès sa réélection à la Chambre des députés, Félix Coquelle doit restreindre ses activités pour raisons de santé, il continue de se rendre au Palais Bourbon. Atteint d'un cancer, il subit une intervention chirurgicale qui qui lui permet de survivre quelques semaines.
Le 8 août, il informe Auguste Potié, Président du Conseil général du Nord de sa démission de l'assemblée départementale. Il meurt le 13 août 1928 à 19 h 15, après avoir demandé a sa petite fille Brigitte, de jouer au piano, qui se trouvait dans le hall du château, Csárdás, œuvre de Vittorio Monti.
Les funérailles du député-maire de Rosendaël sont célébrées le 17 août et il repose au cimetière de Dunkerque.

## Distinctions
- Chevalier de la Légion d'honneur par décret du 14 janvier 1922[3].

- Chevalier de l'ordre des Palmes académiques en 1909 [4].

## Hommage
- Une rue de Rosendaël porte son nom depuis le 19 août 1928[5].

- La Ville de Dunkerque débaptise le 2 février 1929 la rue du Magasin Général ou se situe l'entreprise Coquelle pour la renommer rue Félix Coquelle, cependant  le 1er janvier 1972 à la suite de la fusion de Dunkerque et Rosendaël celle ci reprendra son nom initial[6].

- Un monument en son honneur est inauguré le 28 juillet 1929 à Rosendaël.

- Une école (située à côté du monument) porte aussi son nom.

- Le château dit Coquelle ou se trouve la MJC de Rosendaël depuis octobre 1992.

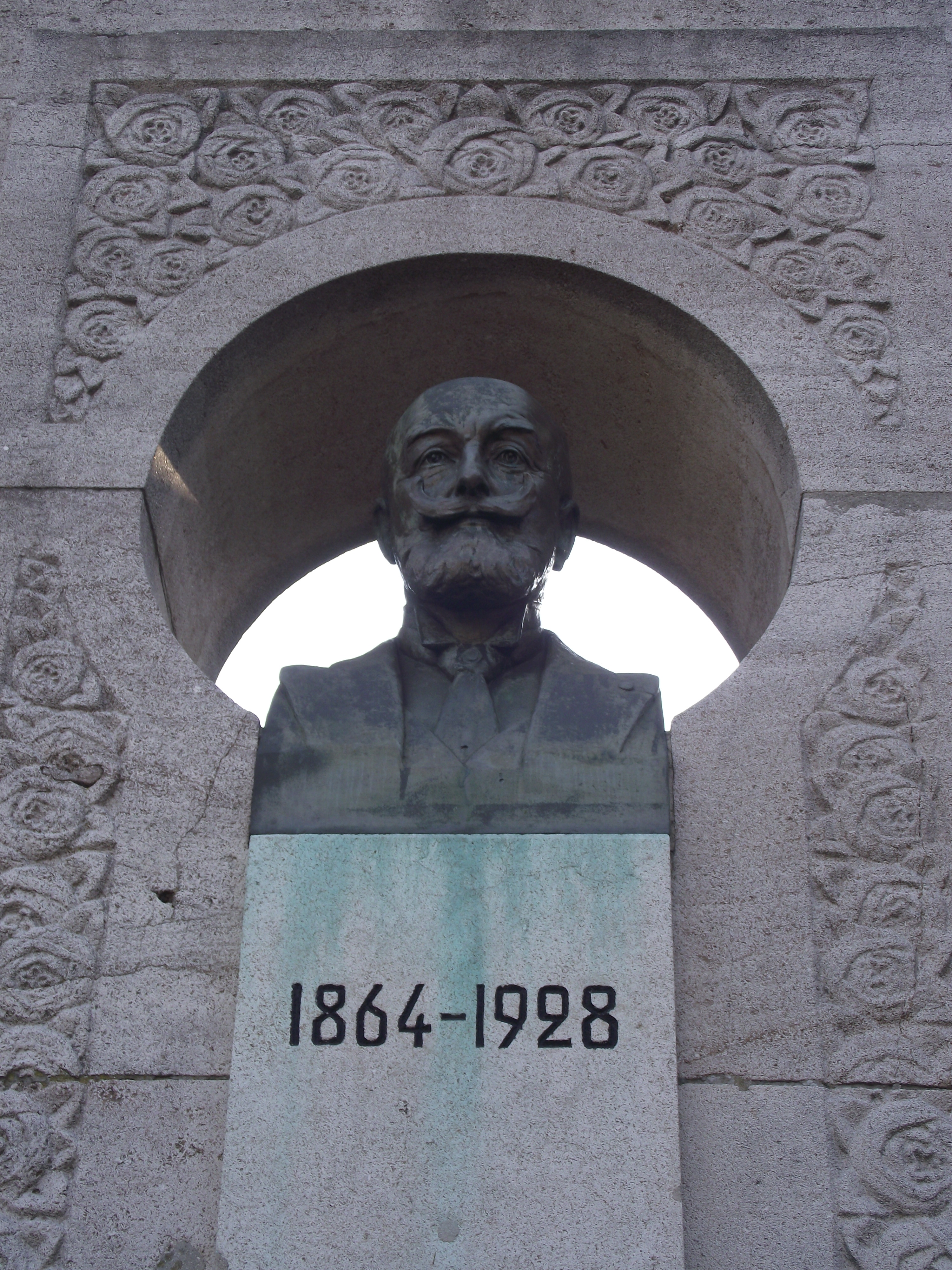
Buste de Félix Coquelle
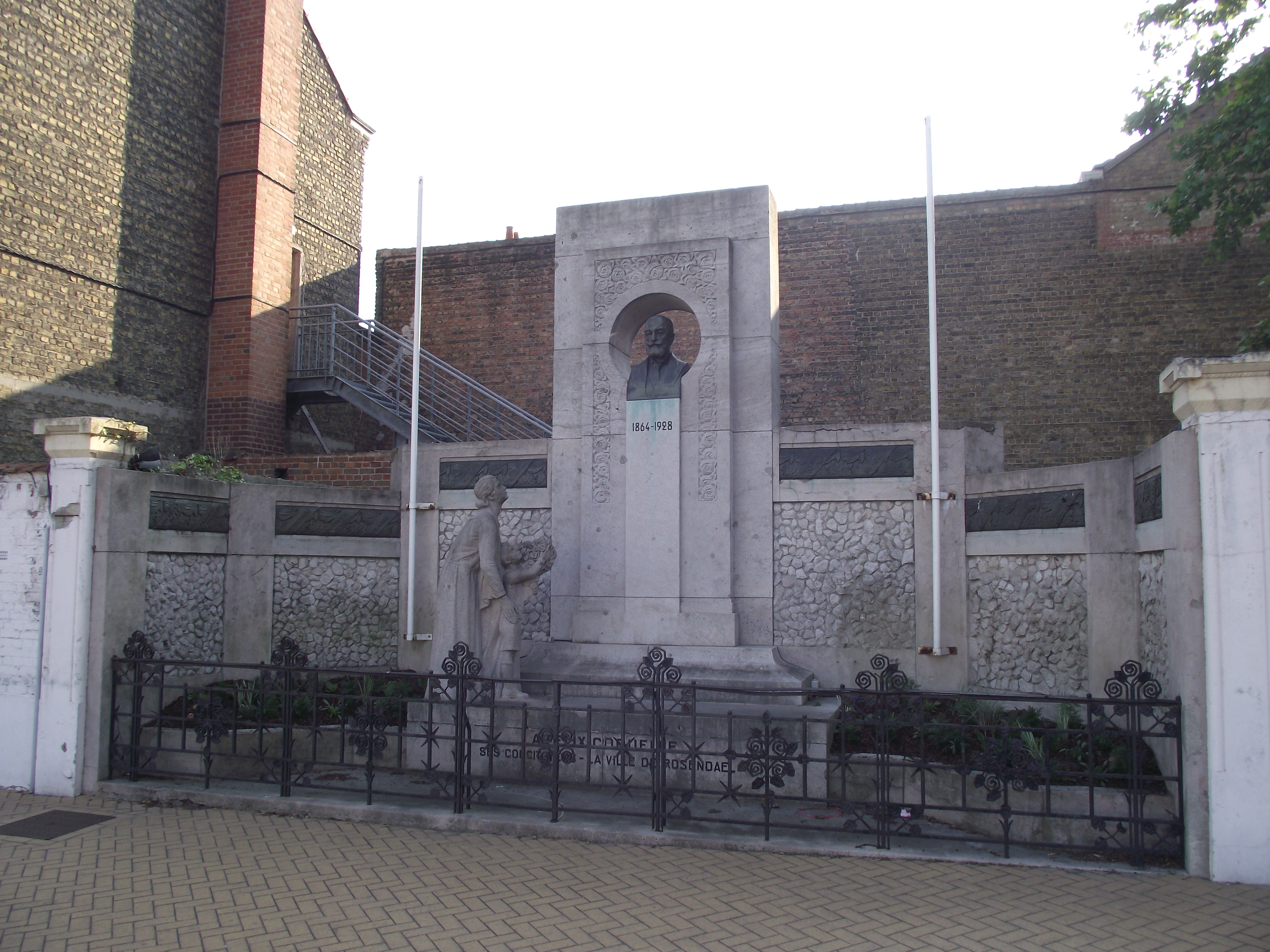
Monument de Félix Coquelle par Maurice Ringot.
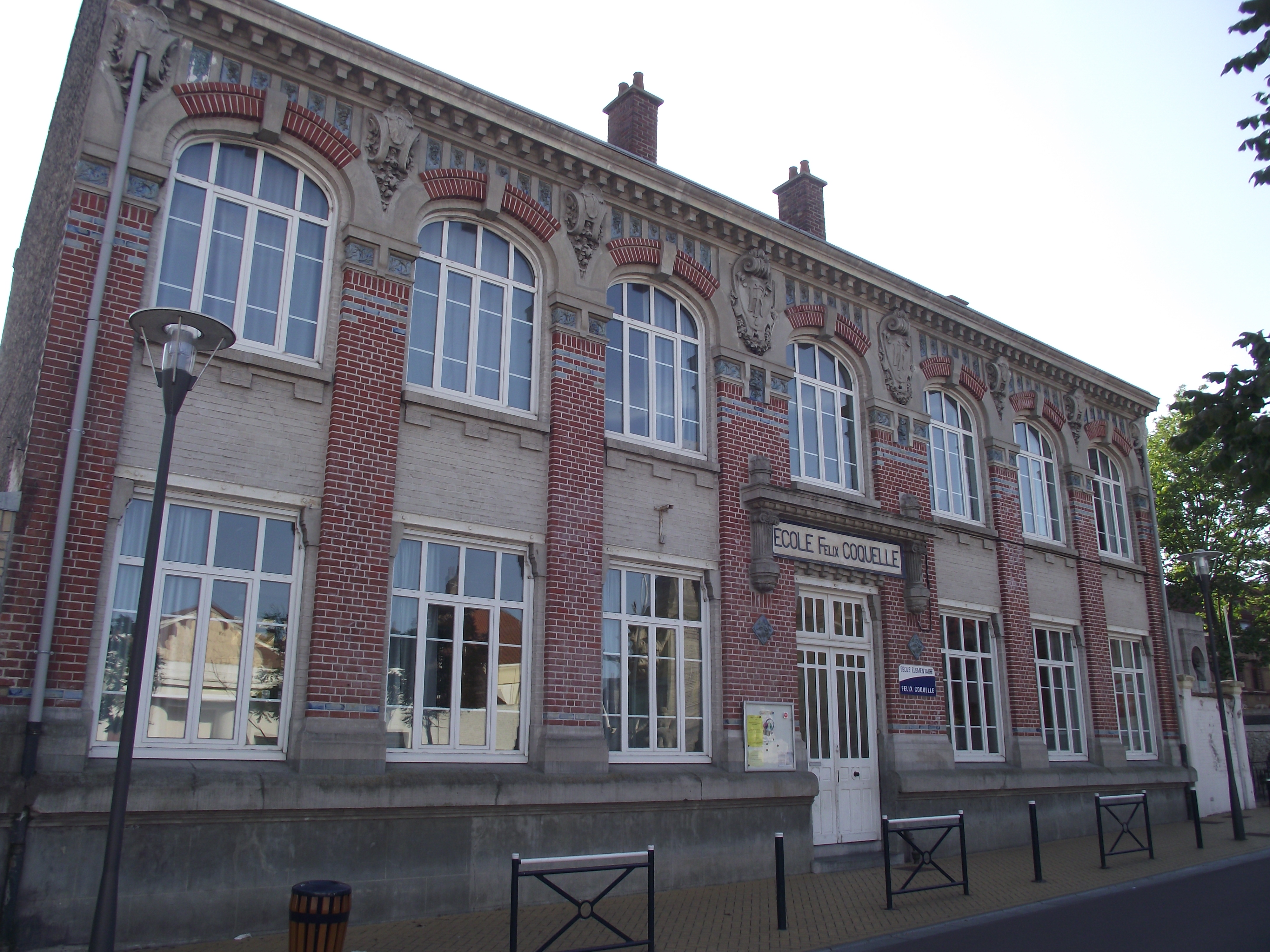
École Félix-Coquelle
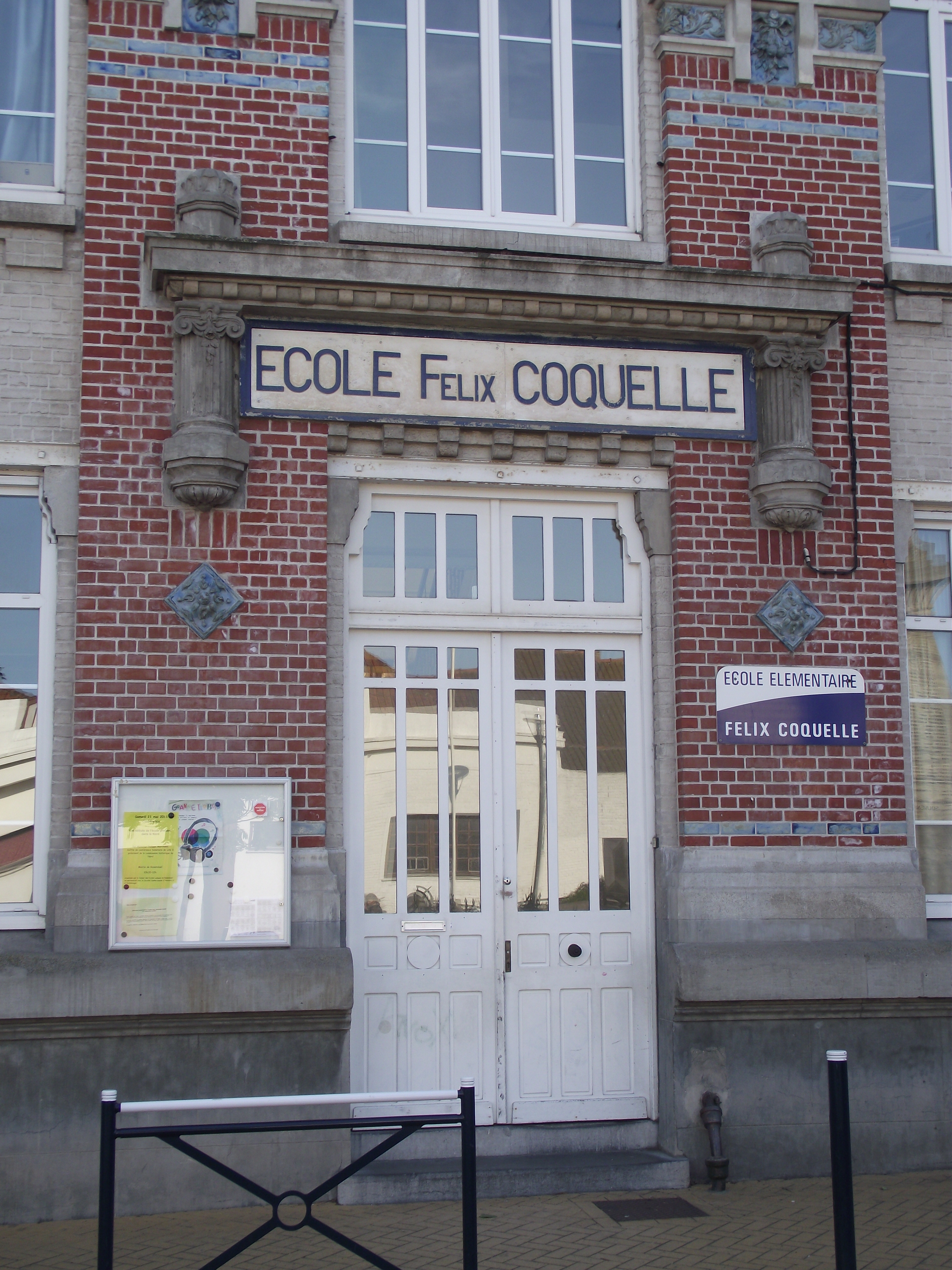
Entrée école Félix-Coquelle.
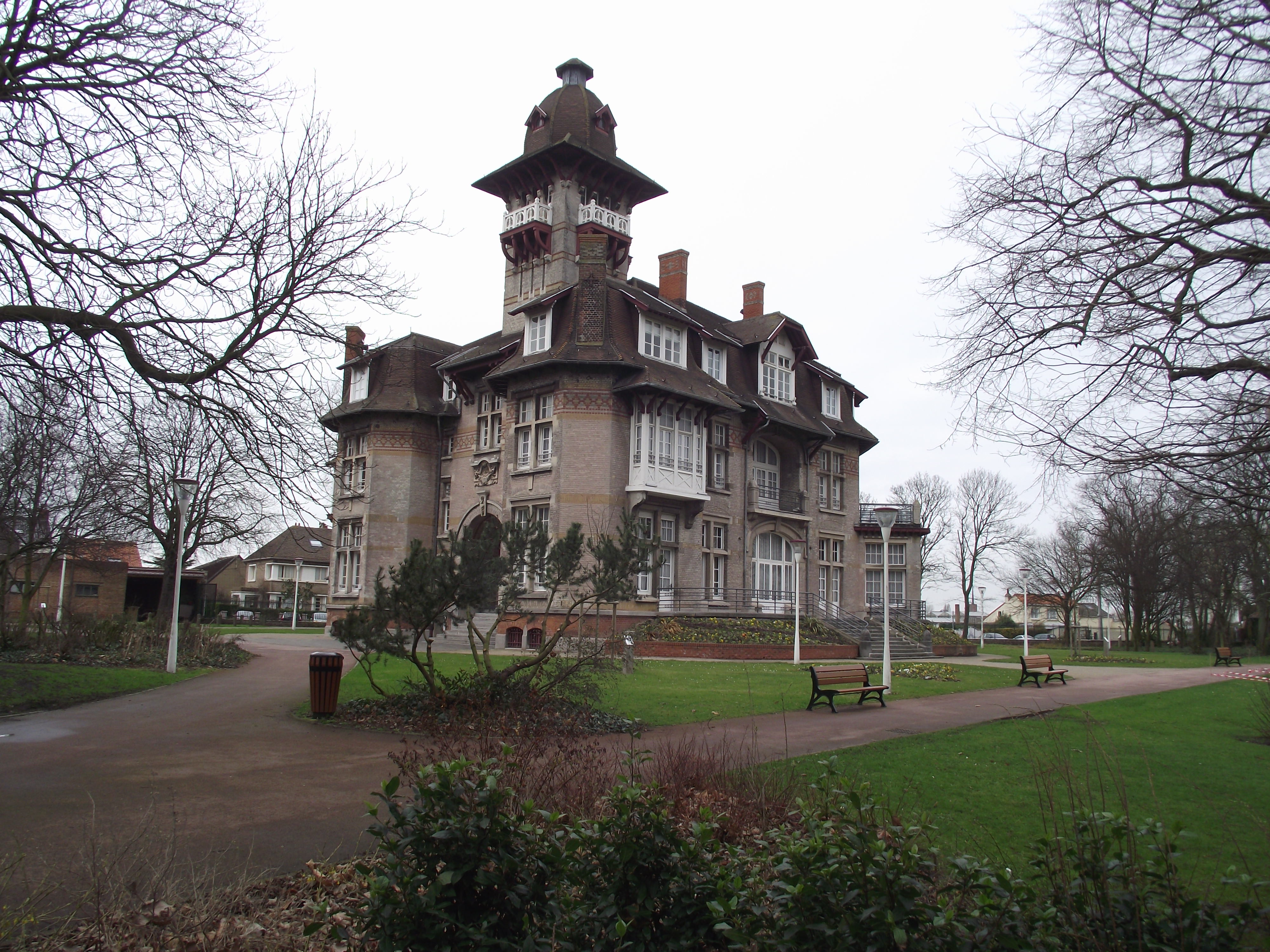
Le Château Coquelle dit Euloumad.
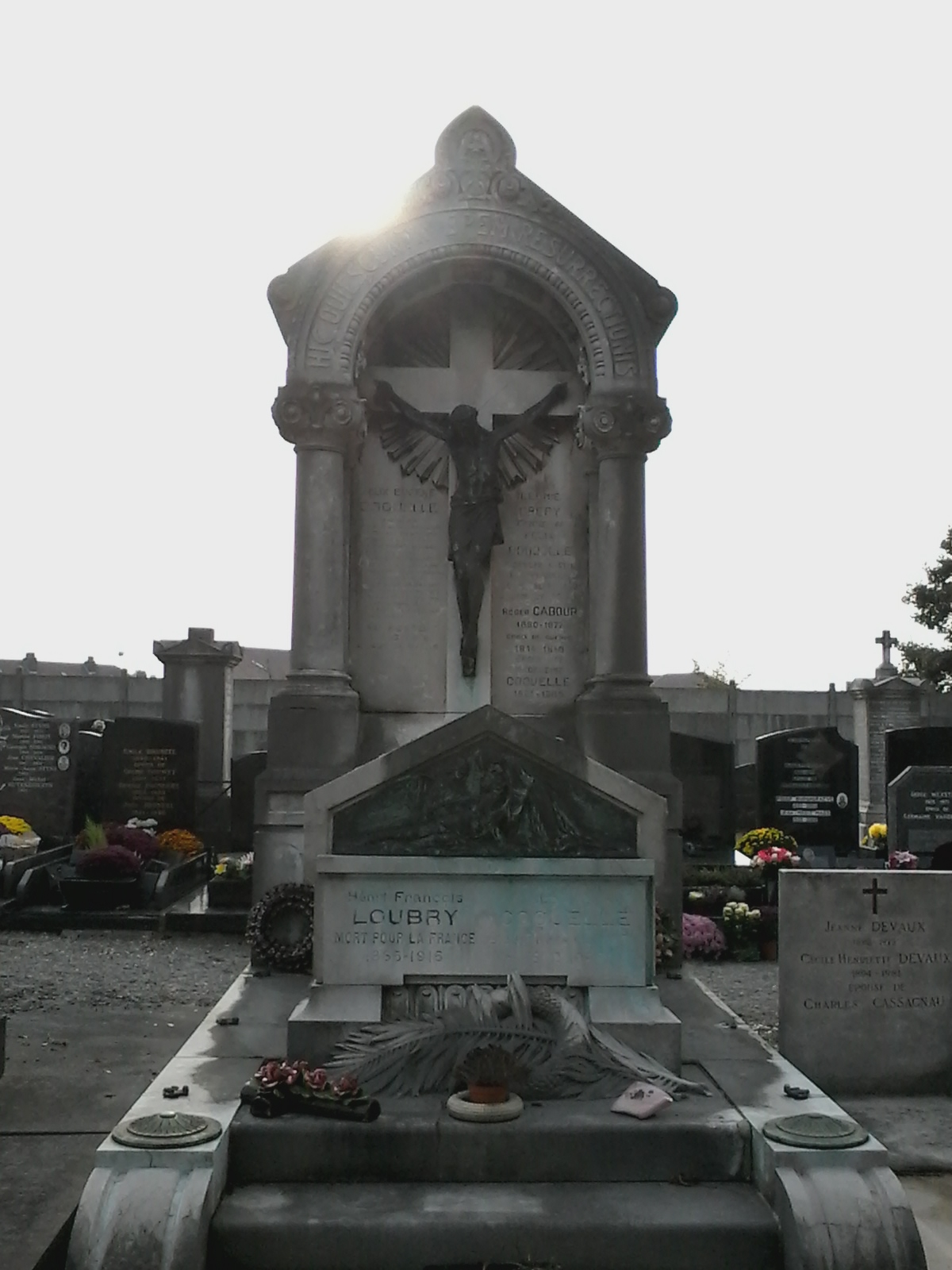
Tombe de Félix Coquelle.
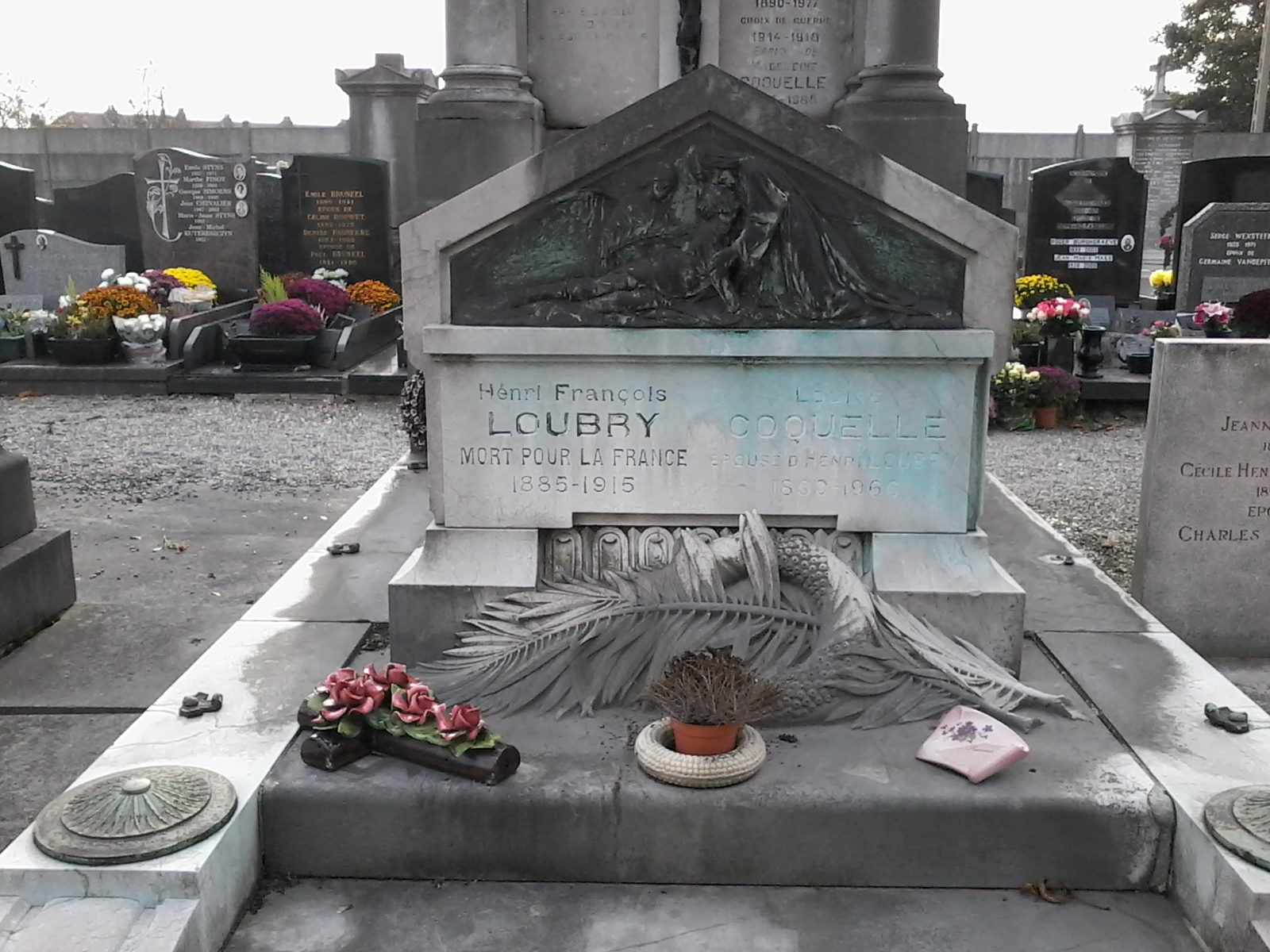
Soubassement de la tombe de Félix Coquelle.
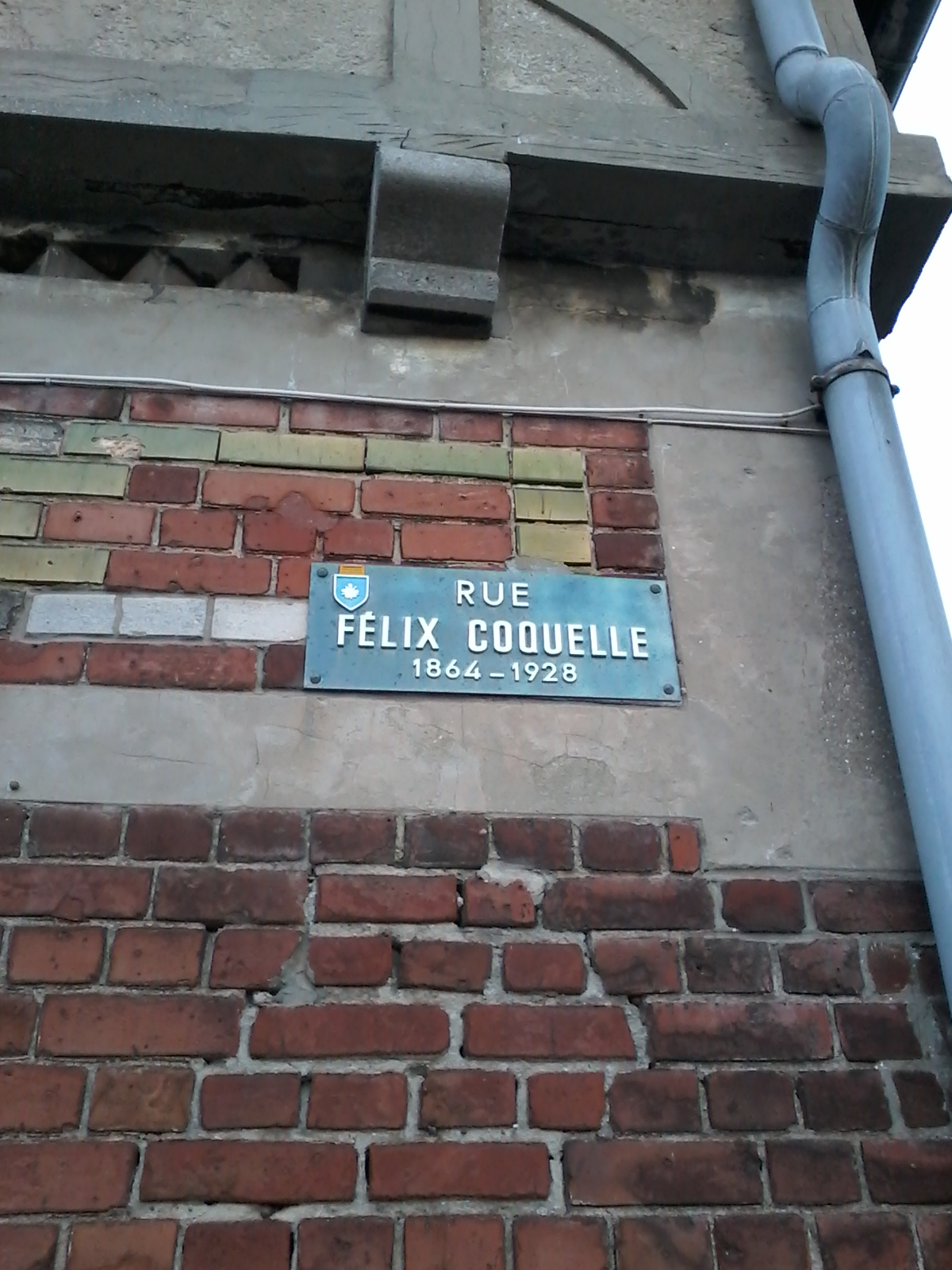
Plaque de rue Félix Coquelle.

## Autres Titres
- Président de l'administration des Wateringues à partir de 1910[2].
- Administrateur de la Banque de France.
- Consul des Républiques du Pérou en 1899 et de Panama en 1903.
- Président du Tribunal de commerce de Dunkerque de 1908 à 1914.

## Sources
- « Félix Coquelle », dans le Dictionnaire des parlementaires français (1889-1940), sous la direction de Jean Jolly, PUF, 1960 [détail de l’édition]